# Monocentris japonica
lI pesce ananas giapponese (Monocentris japonica) (Houttuyn, 1782) è un pesce osseo della famiglia Monocentridae. 

## Descrizione
Il suo corpo, di sagoma da ovale a tondeggiante, è color bruno, ricoperto da grandi scaglie ossificate dai contorni neri. Presenta sul muso 2 paia di fotofori. La sua lunghezza va dagli 8 ai 15 cm.

## Distribuzione e habitat
Abita negli oceani tropicali dell'Indiano e Pacifico ovest, a profondità tra 10 e 200 m.

## Galleria d'immagini

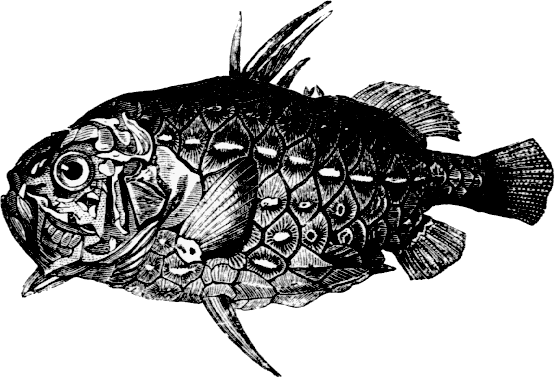
Illustrazione: Monocentris japonica, con l'anatomia del cranio esposta.
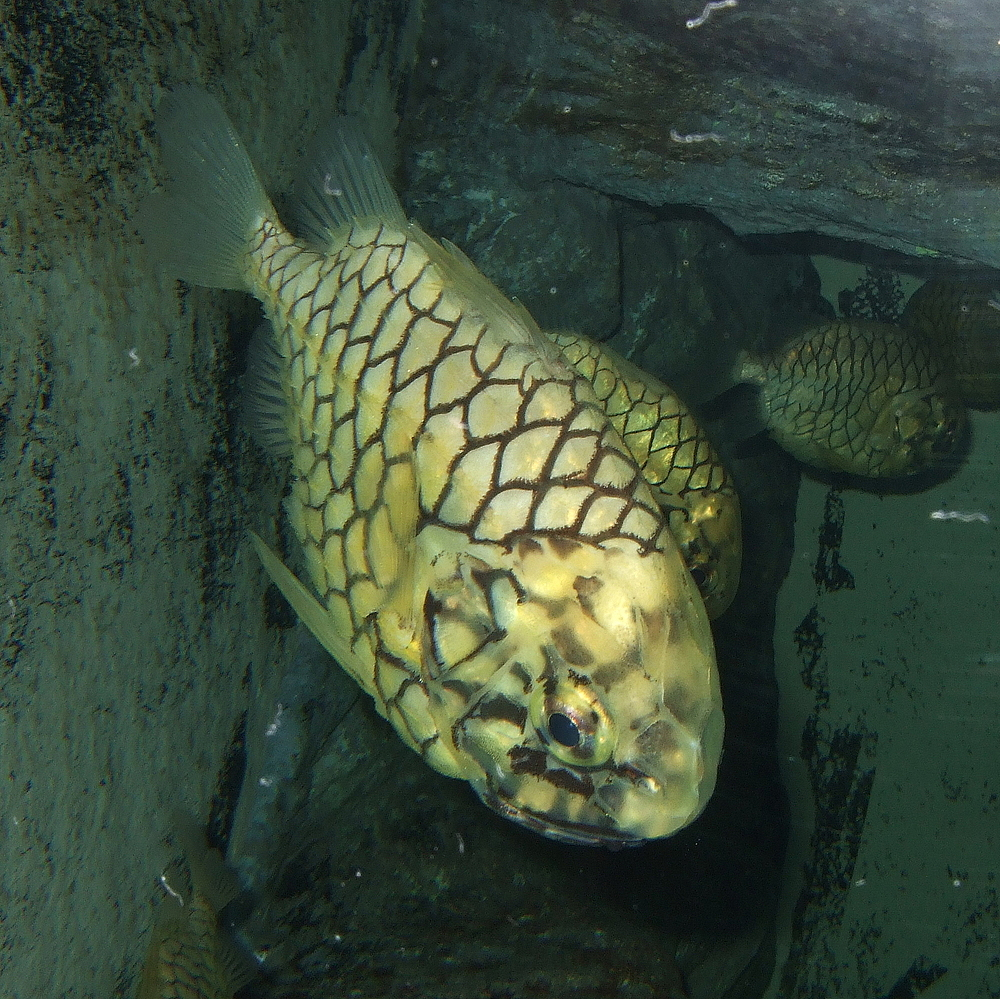
Monocentris japonica nell'acquario Himeji, Giappone.
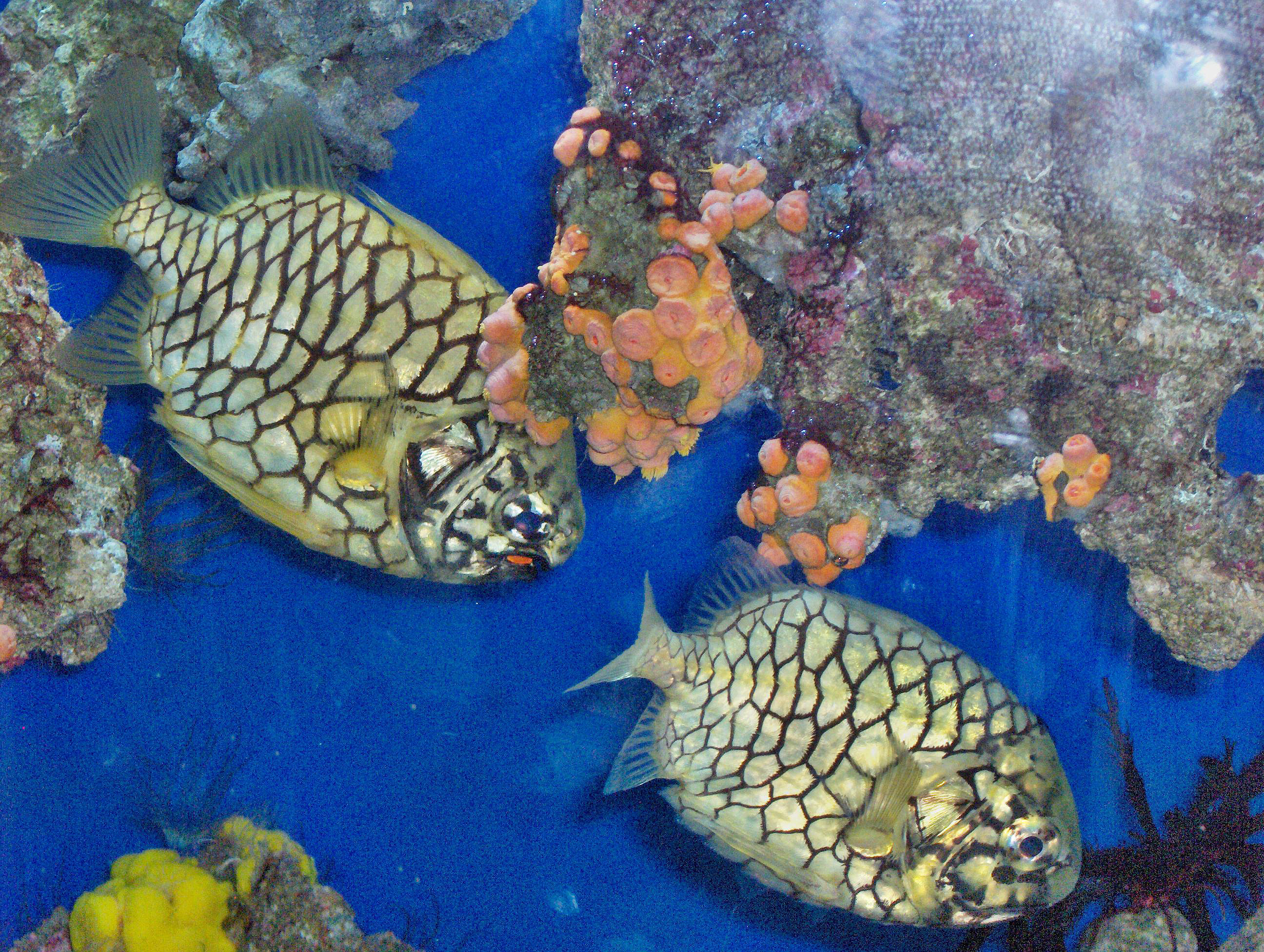
Monocentris japonica nel Musée Océanographique di Monaco